# ولادیمیر بلیایف (بازیکن فوتبال)
ولادیمیر بلیایف (روسی: Владимир Георгиевич Беляев؛ ۱۵ سپتامبر ۱۹۳۳ – ۲۳ ژانویهٔ ۲۰۰۱) بازیکن فوتبال اهل اتحاد جماهیر سوسیالیستی شوروی بود.
از باشگاه‌هایی که در آن بازی کرده‌است می‌توان به باشگاه فوتبال دینامو مسکو اشاره کرد.
وی به‌همراه تیم ملی فوتبال شوروی به مقام قهرمانی فوتبال در بازی‌های المپیک تابستانی ۱۹۵۶ دست پیدا کرده‌است.